# Supl.biz
Supl.biz — томская IT-компания. Основной продукт компании представляет собой платформу для бизнеса, которая помогает малым и средним предприятиям России покупать и продавать любые товары и услуги оптом. Головной офис находится в Томске, филиалы присутствуют в Алматы.

## История
Компания была основана в 2013 году Евгением Дьяченко и Алексеем Красноперовым, как маркетплейс, работающий в сегменте B2B. В июне 2015 года организация прошла отбор в акселерационную программу ФРИИ в Москве и получила инвестиции. В июне 2015 года ФРИИ инвестировал 1,4 млн рублей за 7 % компании, а в апреле 2016 года частный инвестор Дмитрий Прокопьев вложил 1,6 млн рублей за 6 % доли. При этом Дьяченко и Красноперов владеют 52,2 % и 34,8 % соответственно.
В 2015—2018 годах компания реализовала проект Supl.biz в рамках программ «Старт-1-2-3» Фонда содействия инновациям, увеличив выручку до 48 млн руб. в год.
В феврале 2016 года компания стала участником Томского инновационного территориального кластера «Фармацевтика, медицинская техника и информационные технологии».
За период с 2015 по 2019 год на платформе было размещено заказов на сумму более 1,7 млрд долларов США.
В 2018 году был открыт филиал в Казахстане.
В феврале 2020 года АНО «Цифровая экономика», функционирующая при поддержке Правительства РФ, включила компанию Supl.biz в список эффективных кейсов для развития цифровой экономики в субъектах РФ.

## Деятельность
Проект вырос из электронной торговой площадки, которая впоследствии стала одним из модулей на новой, разрабатываемой с октября 2018 года, цифровой платформе Supl.biz, включающей:
- Каталог товаров, в котором компании могут публиковать свою продукцию, чтобы их находили потенциальные покупатели;
- Панели привлечения поставщиков и заказчиков;
- Конструктор сайтов промышленных компаний, с помощью которого можно создать сайт оптовой компании, с автоматической синхронизацией с товарами компании через модуль 1, статистикой посещаемости и запросов;
- ИТ-система аналитики окупаемости рекламных кампаний.

Проект соответствует Дорожной карте НТИ (направление «Технет»). С 2019 года ООО «Сапл-биз» входит в ассоциацию «Технет»-НТИ и совместно с её рабочей группой разрабатывает модуль цифровой торговой площадки Supl.biz для виртуальных фабрик будущего.
Проект поддерживается Министерством промышленности и торговли в рамках постановления Правительства № 529 о предоставлении субсидий российским организациям на возмещение части затрат на разработку цифровых платформ и программных продуктов в целях создания и (или) развития производства высокотехнологичной промышленной продукции.
По данным компании в марте 2020 года на платформе размещено более 712 тысяч заказов и более 7,9 миллионов товаров в 650 городах России и СНГ.
Ключевые отрасли, пользующиеся самым высоким спросом на платформе Supl.biz, — это металлы, строительные и отделочные материалы, продукты питания и напитки, промышленное оборудование. Основные регионы, представители бизнеса которых работают на платформе — Москва и Московская область, Санкт-Петербург и Ленинградская область, Краснодарский край, Свердловская, Новосибирская и Самарская области.
В мировом рейтинге сайтов по тяжелой промышленности и машиностроению в разделе «горнодобывающая промышленность в мире» Supl.biz занимает 32 место по данным на март 2020 года.
Supl.biz входит в Топ-15 маркетплейсов России по версии InSales.